# رای پستی
رای پستی (انگلیسی: Postal voting) نوعی رأی‌گیری در انتخابات است که در آن تعرفه‌های انتخاباتی با پست میان رأی‌دهندگان توزیع، و از سوی آنان بازگردانده می‌شوند. روش‌های دیگر رأی‌گیری عبارت‌اند از: رأی‌دادن به‌صورت حضوری یا رأی‌گیری الکترونیکی.